# Handianus almasycus
Handianus almasycus är en insektsart som beskrevs av Dlabola 1961. Handianus almasycus ingår i släktet Handianus och familjen dvärgstritar. Inga underarter finns listade i Catalogue of Life.